# The Sound of San Francisco
«The Sound of San Francisco» — популярный сингл австрийской танцевальной группы Global Deejays. Содержит семплы из песен «San Francisco (Be Sure to Wear Flowers in Your Hair)» Скотта Маккензи и «California Dreamin’» группы The Mamas & the Papas.
В клипе группа вместе с девушками едет в школьном автобусе по городам, которые перечисляются в песне.

## Чарты
- № 1 — Россия, Украина, Испания
- № 3 — Бразилия, Германия
- № 4 — Австрия
- № 18 — Франция
- № 25 — Швейцария